# Näpi
Näpi est un petit bourg de la commune de Sõmeru du comté de Viru-Ouest en Estonie .
Au 31 décembre 2011, il compte 344 habitants.